# Louder Now
Louder Now är ett musikalbum av det amerikanska rockbandet Taking Back Sunday, utgivet 25 april 2006 på Warner Bros. Records.

## Låtlista
1. "What's It Feel Like to Be a Ghost?" - 3:47
2. "Liar (It Takes One to Know One)" - 3:09
3. "Makedamnsure" - 3:32
4. "Up Against (Blackout)" - 3:02
5. "My Blue Heaven" - 4:09
6. "Twenty-Twenty Surgery" - 3:55
7. "Spin" - 3:39
8. "Divine Intervention" - 4:14
9. "Miami" - 3:41
10. "Error: Operator" - 2:51
11. "I'll Let You Live" - 5:08